# Hochdorf (Merching)
Hochdorf ist ein Gemeindeteil und eine Gemarkung in Merching, einer Gemeinde im schwäbischen Landkreis Aichach-Friedberg.

## Geographie
Das Pfarrdorf Hochdorf liegt zwischen Merching und Althegnenberg am Finsterbach.

## Geschichte
Seit 1523 ist der Ort Sitz einer eigenen Pfarrei. Die katholische Pfarrkirche St. Peter und Paul ist ein lisenengegliederter Saalbau mit flacher Stichkappentonne und eingezogenem Chor, Dachreiter mit Zwiebelhaube und im Kern wohl gotisch, Umgestaltungen erfolgten 1663 und 1769/70. Hochdorf gehörte zum Rentamt München und zum Landgericht Friedberg des Kurfürstentums Bayern. Im Zuge der Verwaltungsreformen in Bayern entstand mit dem Gemeindeedikt von 1818 die Gemeinde Hochdorf. Am 1. Mai 1978 wurden die Gemeinden Hochdorf und Steinach bei Mering nach Merching eingegliedert.